# Plumstead (Pennsylvania)
Plumstead  è una township degli Stati Uniti d'America, nella contea di Bucks nello Stato della Pennsylvania. Secondo il censimento del 2010 la popolazione è di 12.442 abitanti.

## Società

### Evoluzione demografica
La composizione etnica vede una maggioranza di quella bianca (96,36%), seguita dagli asiatici (1,01%) dati del 2000.
| township di Plumstead Popolazione |        |
| 2000                              | 11.409 |
| 2010                              | 12.442 |